# Junta Grande
La llamada Junta Grande fue el gobierno que el 18 de diciembre de 1810 sucedió, en las Provincias Unidas del Río de la Plata, a la llamada Primera Junta, con la incorporación de los diputados provenientes de las provincias que se habían adherido al gobierno de Buenos Aires. Gobernó hasta el 22 de septiembre de 1811, cuando fue reemplazada por un golpe institucional encabezado por el cabildo de Buenos Aires que llevó al gobierno al Primer Triunvirato, que volvería a las tendencias centralistas de la Primera Junta.

## Origen
El 27 de mayo del mismo año, es decir, dos días después de la Revolución de Mayo, la Primera Junta había enviado una circular a los cabildos del interior para que enviaran sus representantes a Buenos Aires, con el fin de sumarse al nuevo gobierno. En diciembre de ese año, casi todos los delegados habían llegado y solicitaron su incorporación.
El 18 de diciembre de 1810 se celebró una reunión entre los siete integrantes de la Primera Junta que se hallaban en Buenos Aires, y los nueve diputados de las provincias que habían llegado a la capital. Saavedra, Azcuénaga, Alberti, Matheu, Larrea, Manuel Ignacio Molina, Juan Francisco Tarragona, García de Cossio, Gurruchaga, Manuel Felipe Molina, Funes, Pérez de Echalar, Olmos de Aguilera y Gorriti votaron a favor de la incorporación de los diputados a la Junta mientras que Paso votó en contra. Moreno se pronunció en contra de la medida propuesta, explicando que pensaba que se debía formar un congreso y dejar el poder ejecutivo a la Primera Junta; pero terminó por votar a favor en virtud de que la mayoría se había ya pronunciado en favor de la incorporación. Inmediatamente presentó su renuncia, pero la misma no fue aceptada.[cita requerida]
Al día siguiente se prestó juramento, quedando constituida la Junta Grande.

## Obra
La Junta Grande desarrolló, principalmente, una política de espera y de cautela ante los sucesos de la contrarrevolución y de España.
Uno de los principales problemas con los que debió contar la Junta Grande, fueron las múltiples tendencias internas en su seno, que llevaron a un accionar lento, dado que desde ese momento las decisiones ya no podían hacerse solamente pensando en favor del puerto de Buenos Aires y su gente, sino en pos de todo el país allí representado.
La Junta Grande intentó dar participación a los pueblos del interior mediante el Decreto de creación de las Juntas Provinciales del 11 de febrero de 1811, que establecía en cada capital de intendencia una Junta Provincial con autoridad sobre toda la gobernación, integrada por el gobernador intendente designado por el gobierno central de Buenos Aires y cuatro vocales elegidos por los vecinos de cada ciudad. En las ciudades dependientes se formaban juntas subordinadas integradas por el gobernador delegado y dos vocales electivos.
El nuevo sistema, propuesto por Gregorio Funes, diputado por Córdoba, fue bien recibido en las capitales de intendencia pero resistido en las ciudades subordinadas, que no integraban las Juntas Provinciales.

### Desarrollo de la Guerra por la Independencia
La guerra fue iniciada contra los funcionarios españoles que no reconocían al nuevo gobierno, extendiéndose al Alto Perú, el Paraguay y la Banda Oriental.
- En el Alto Perú, las fuerzas revolucionarias enviadas por la Primera Junta obtuvieron la victoria en la batalla de Suipacha (7 de noviembre de 1810), liberando Potosí y expandiendo la revolución en la región. Sin embargo, el triunfo no pudo mantenerse debido a errores estratégicos y a la impresión que generó el vocal Castelli con sus actitudes jacobinas, que causaron deserciones y quita de apoyos locales. [cita requerida]El pueblo desertó de las milicias por temor a ser excomulgados y el ejército español recibió refuerzos del Perú obteniendo la victoria en la batalla de Huaqui (20 de junio de 1811). Los revolucionarios debieron retirarse hasta San Salvador de Jujuy y los realistas recuperaron la región.

- En el Paraguay, una expedición militar dirigida por Manuel Belgrano debía lograr el reconocimiento del gobierno de Buenos Aires, con la instrucción de "poner en orden" a la provincia del Paraguay. Las fuerzas porteñas fueron derrotadas en Paraguarí (17 de enero de 1811) y en la Tacuarí (9 de marzo de 1811). No obstante, el 14 y 15 de mayo de 1811 estalló en Asunción una revolución que obligó al gobernador a aceptar dos consocios. Desacuerdos con el gobierno centralista de Buenos Aires determinaron que el Paraguay no aceptara subordinarse a nadie y mantuviera una política de no intervención en otros gobiernos.

- En la Banda Oriental estalló una insurrección de la población rural contra las autoridades españolas de Montevideo encabezadas por el virrey Francisco Javier de Elío, que no era reconocido como tal fuera de la ciudad. El movimiento cobró fuerza bajo la jefatura de José Gervasio Artigas. El gobierno de Buenos Aires decidió el envío de fuerzas que, junto con los orientales, vencieron en Las Piedras a las tropas de Elío y pusieron sitio a Montevideo en junio de 1811. Sin embargo, la ciudad, perfectamente amurallada, resistió. La flota española dominó el Río de la Plata y bloqueó el puerto de Buenos Aires.

## Movimiento del 5 y 6 de abril
Ante la aparente debilidad de la Junta, el grupo morenista preparó un levantamiento, pero los cuerpos leales a Saavedra se adelantaron. Gran número de hombres de las afueras de la ciudad ocuparon la Plaza de la Victoria —la actual Plaza de Mayo— con el apoyo de las tropas, en la noche del 5 al 6 de abril. Presentaron ante el Cabildo una serie de peticiones, que fueron aceptadas por la Junta y los jefes militares.
Resultaron reemplazados cuatro miembros morenistas de la Junta: Larrea, Azcuénaga, Vieytes y Rodríguez Peña. Como secretario de gobierno fue nombrado Joaquín Campana, que asumió el liderazgo de la Junta, compartido con Saavedra y el Deán Funes. Para juzgar a quienes atentasen contra el gobierno, se creó el Tribunal de Seguridad Pública.
Una curiosa consecuencia de estas expulsiones fue la rebelión del cabildo de San Luis, adonde fueron internados algunos de los expulsados. Estos convencieron al cabildo de retirar la representación del diputado Marcelino Poblet, con la intención de debilitar a la Junta. Pero la Junta decidió que Poblet siguiera en su cargo; de esta manera se protegía de sus adversarios, pero también se restaba apoyo de los cabildos del interior. Eso sería determinante más tarde, ya que estos no intentarían defender a la Junta frente a la presión porteña que causaría su caída, por no sentirse enteramente representados por ella.

## Crisis y transformación del Gobierno
A mediados de 1811 la situación militar se tornó desfavorable, la derrota de las fuerzas revolucionarias en la Batalla de Huaqui dejó el Alto Perú en manos enemigas e interrumpió el comercio con Potosí. A su pedido, la Junta encomendó a Saavedra marchar hacia el Norte, para reorganizar el ejército y frenar la posible invasión española. El gobierno quedó así sin su principal autoridad.
En la Banda Oriental, el ejército revolucionario había puesto sitio a Montevideo. El español realista Elío, designado virrey del Río de la Plata, contaba con la flota de Montevideo, con la cual dominaba los ríos y bloqueaba el puerto de Buenos Aires. La Junta abrió ciertas negociaciones con Elío, pero terminó por rechazar los términos que este impuso.
La situación fue aprovechada por el cabildo de la capital, obligando a la Junta Grande a negociar su poder con él. Utilizando como excusa el bloqueo, acusó a la Junta de ineptitud por no haber llegado a ningún acuerdo con Elío. Presionando por la prensa y por medio de manifestaciones en la vía pública, algunas de ellas apoyadas por oficiales enemistados con Saavedra, obtuvo que se llamara a una asamblea de "apoderados del pueblo".
Cuando el secretario Campana intentó defender la autoridad del gobierno, fue acusado de haber insultado a los representantes del cabildo, que exigió su renuncia. La Junta, presidida por Domingo Matheu, exoneró a Campana y lo expulsó de la ciudad.
Al ser convocadas las elecciones de los apoderados del pueblo, el cabildo hizo elegir también dos diputados por Buenos Aires al Congreso de las Provincias, una idea que parecía haberse dejado de lado, pero que el ayuntamiento recuperó como presión contra la Junta. Fueron elegidos Feliciano Chiclana y Juan José Paso como diputados, y doce "apoderados"; de estos, quien más votos había obtenido fue Manuel de Sarratea.
En una reunión con la Junta, del 22 de septiembre de 1811, el cabildo logró que la Junta ordenara la creación de un nuevo gobierno, que sería conocido como Primer Triunvirato, formado por Chiclana, Sarratea y Paso. Los hombres de Buenos Aires creían necesaria la concentración del poder para proceder con energía y celeridad.
La Junta continuó existiendo, transformada en Junta de Conservación de los Derechos de Fernando Séptimo, con la misión teórica de ejercer como poder legislativo. Las relaciones entre esta y el Triunvirato no estaban bien definidas: cuando la Junta sancionó un reglamento constitucional, el gobierno lo sometió a la decisión del Cabildo de Buenos Aires, dejando en claro que este era superior a la Junta, y alentando al cabildo rechazarlo. Como la Junta se quejó del procedimiento, el gobierno la disolvió oficialmente, en noviembre de ese mismo año.
Unas semanas más tarde, los diputados del interior fueron expulsados de la ciudad, acusados de haber fomentado el "Motín de las trenzas".

## Integrantes de la Junta Grande

### Al constituirse
Al ser creada el 18 de diciembre de 1810, los integrantes de la Junta Grande fueron en total 18:
- Cornelio Saavedra (presidente)
- Mariano Moreno (secretario, se ausentaría muy poco después, y sería reemplazado por Vieytes).
- Juan José Paso (secretario)
- Miguel de Azcuénaga
- Domingo Matheu
- Juan Larrea
- Manuel Belgrano (ausente)[n. 1]
- Juan José Castelli (ausente)[n. 2]
- Manuel Alberti (fallecería el 31 de enero siguiente)
- José Simón García de Cossio (Corrientes), elegido el 3 de julio de 1810.
- Juan Francisco Tarragona (Santa Fe), elegido el 9 de julio de 1810.
- Manuel Felipe Molina (Tucumán), elegido el 16 de agosto de 1810.
- Gregorio Funes (Córdoba), elegido el 18 de agosto de 1810.
- José Julián Pérez (Tarija), elegido el 18 de agosto de 1810.
- Francisco de Gurruchaga (Salta), elegido el 31 de agosto de 1810.
- Juan Ignacio Gorriti (Jujuy), elegido el 4 de septiembre de 1810.
- José Antonio Olmos de Aguilera (Catamarca), elegido el 4 de septiembre de 1810.
- Manuel Ignacio Molina (Mendoza), elegido el 9 de octubre de 1810.

### Reemplazados antes de asumir
- Bernardo Ortiz (Mendoza), elegido el 25 de junio de 1810[n. 3]
- Juan José Lami (Santiago del Estero), elegido el 9 de julio de 1810.[n. 4]
- Ignacio de Acuña (Catamarca), elegido el 4 de agosto de 1810.[n. 5]

### No se incorporaron
- José Bonifacio Redruello (Concepción del Uruguay, actual Entre Ríos), elegido el 30 de julio de 1810. Declinó su nombramiento por ser realista.

En el Alto Perú los diputados electos, todos sacerdotes, no pudieron concurrir ya que fueron impugnados por Castelli:
- José Francisco Javier de Orihuela, elegido por Cochabamba el 16 de octubre de 1810[1] y por Chuquisaca el 13 de noviembre de 1810.[2]
- José Manuel Seoane (Santa Cruz de la Sierra), elegido el 24 de septiembre de 1810[3]
- Salvador Matos (Potosí), elegido el 10 de noviembre de 1810.[4]
- Ramón Mariaca (La Paz), elegido el 12 de diciembre de 1810.[5]

### Se incorporaron posteriormente
- Marcelino Poblet (San Luis), elegido el 30 de junio de 1810
- José Ignacio Fernández Maradona (San Juan), elegido el 9 de julio de 1810
- Hipólito Vieytes (Buenos Aires, secretario, en reemplazo de Moreno)
- Francisco Ortiz de Ocampo (La Rioja)[n. 6]
- Pedro Francisco de Uriarte (Santiago del Estero), reemplazó a Lamí
- Nicolás Rodríguez Peña (Buenos Aires, en reemplazo de Alberti), nombrado por la misma Junta a fines de marzo de 1811.

### Después del 6 de abril
- Feliciano Antonio Chiclana (electo en reemplazo de Rodríguez Peña), renunció a asumir.
- Atanasio Gutiérrez (electo en reemplazo de Azcuénaga)
- Juan Alagón (electo en reemplazo de Larrea)
- Joaquín Campana (electo en reemplazo de Vieytes), secretario.

### No eligieron
Los cabildos de Montevideo, el 2 de junio, y Asunción, el 18 de agosto de 1810, se negaron a enviar un diputado. El diputado por Maldonado no pudo ser elegido.
El 24 de enero de 1811 la Junta ofició a Castelli ordenando que en cada una de las intendencias altoperuanas se eligiera un diputado indígena, pero no se cumplió.

## Versión audible
- Grabación de la versión 19:46 15 de abril de este artículo.

- Datos: Q3070965